# Villa Vizcaya
Villa Vizcaya é uma propriedade em estilo renascentista italiano localizada nas proximidades de Miami (Flórida) construída entre 1914 e 1916 como residência de James Deering, o então vice-presidente da International Harvester.
A propriedade foi designada, em 29 de setembro de 1970, um distrito do Registro Nacional de Lugares Históricos, tendo um incremento de sua fronteira em 15 de novembro de 1978. Em 19 de abril de 1994, foi designada um edifício do Marco Histórico Nacional.

## História
Villa Vizcaya, residência de inverno do vice-presidente da International Harvester, James Deering, foi construída entre 1914 e 1916. Adaptada ao clima subtropical do sul da Flórida, foi projetada de acordo com os estilos de mansões europeias que Deering havia visitado. Vizcaya era originalmente uma propriedade de 180 acres e possuía elementos de uma típica vila do norte da Itália como, por exemplo, uma leiteria, um viveiro para aves domésticas, um estábulo de mulas, uma estufa, uma usinagem, uma oficina de pintura e carpintaria.
A casa e os jardins são resultado do trabalho de três arquitetos: F. Burrall Hoffman (1882-1980) projetou as construções; Diego Suarez (1888-1974) planejou os jardins; e Paul Chalfin (1873-1959) foi o supervisor artístico geral para cada fase do projeto. Juntos eles criaram um efeito de longevidade na propriedade. Virtualmente, todos os elementos decorativos, incluindo mobílias, acessórios de luz, portas e lareiras, foram comprados por Deering em expedições de compras na Europa. Vizcaya contém uma das mais finas coleções de artes decorativas europeias do século XVI ao século XIX. A mansão foi construída para ter todas as conveniências modernas do começo do século XX, tais como aquecedores, painéis de telefones elétricos e automáticos, dois elevadores, refrigeração, sistema de controle de fogo e um sistema central de evacuação.
Depois da morte de James Deering em 1925, um suporte mínimo manteve a mansão. O furacão de 1926 que devastou Miami danificou seriamente Vizcaya. Em 1952, o Condado de Miami-Dade comprou Vizcaya e abriu-a a visitação pública como uma casa histórica e museu no ano seguinte. Uma restauração extensiva trouxe de volta à "Villa" e seus jardins o formato que eles possuíam durante a administração de Deering. Vizcaya foi creditada pela American Association of Museums e é classificada atualmente como um National Historic Landmark.
O encontro entre Ronald Reagan e o Papa João Paulo II em 1987 teve lugar em Vizcaya, e em 1991, Sua Majestade Real a Rainha Elizabeth II do Reino Unido visitou a propriedade.
Vizcaya sediou a primeira Cúpula das Américas ocorrida em 1994 e abrigou cerca de 34 líderes do hemisfério ocidental e o então presidente Bill Clinton.

## Turismo e Visitação
A propriedade é atualmente denominada oficialmente Vizcaya Museu and Gardens e consiste na casa principal e sua mobília original e os jardins formais que a envolvem. A propriedade abrange cerca de 50 hectares (500 mil m²) dos quais 10 hectares (100 mil m²) constituem o jardim botânico.
O museu contém mais de 70 quartos decorados com vários artefatos antigos europeus, provenientes do século XV até o início do século XIX. Atualmente a propriedade está sob o controle do Condado de Miami-Dade e é mantida pelo instituto Vizcaya Museum and Gardens Trust criado em 1998. 
Villa Vizcaya localiza-se em South Miami Avenue n°3251 no bairro de Coconut Grove e permanece aberta ao público todos os dias, exceto no dia de Natal. A Villa está passando por um programa de manutenção e restauração que já chegou a 50 milhões de dólares em investimentos por parte do Condado de Miami-Dade.

## Na cultura popular
Vizcaya já foi selecionada para participar de vários filmes hollywoodianos. O antigo proprietário, James Deering, tinha uma interesse especial por filmes de Charlie Chaplin e  colecionava muitos deles na sua propriedade. Vizcaya já apareceu nos filmes: Airport '77 de 1977, The Money Pit de 1986, Ace Ventura de 1994, Um Domingo Qualquer de 1999 e Bad Boys II de 2003.

## Galeria de imagens

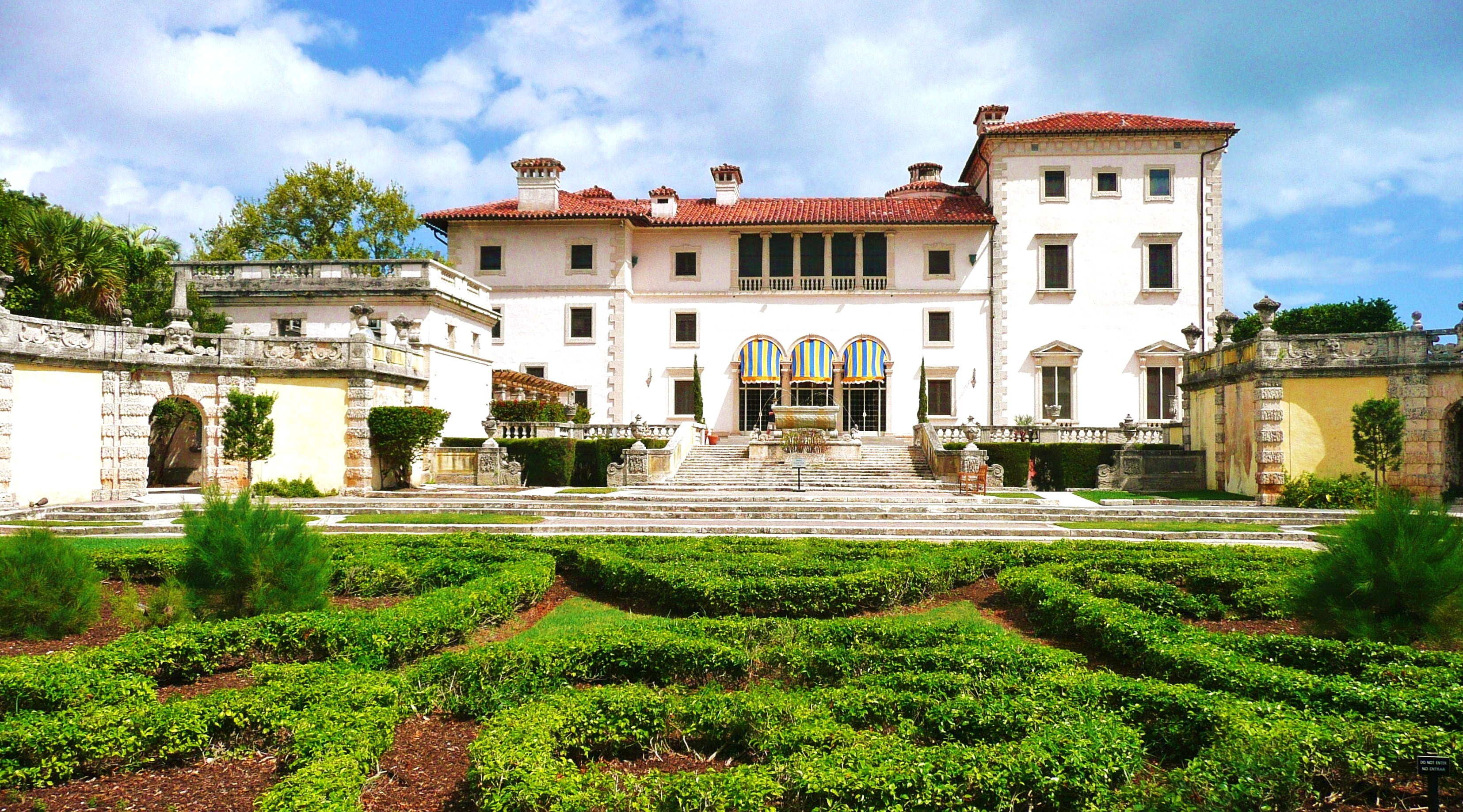
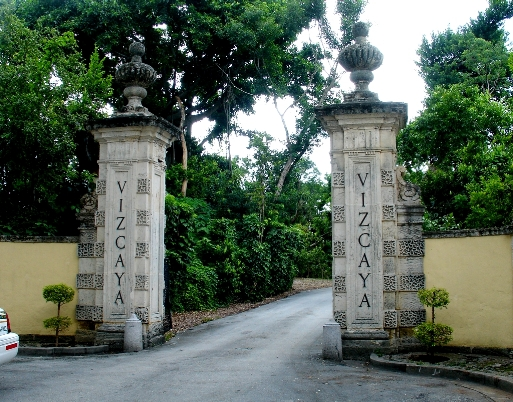
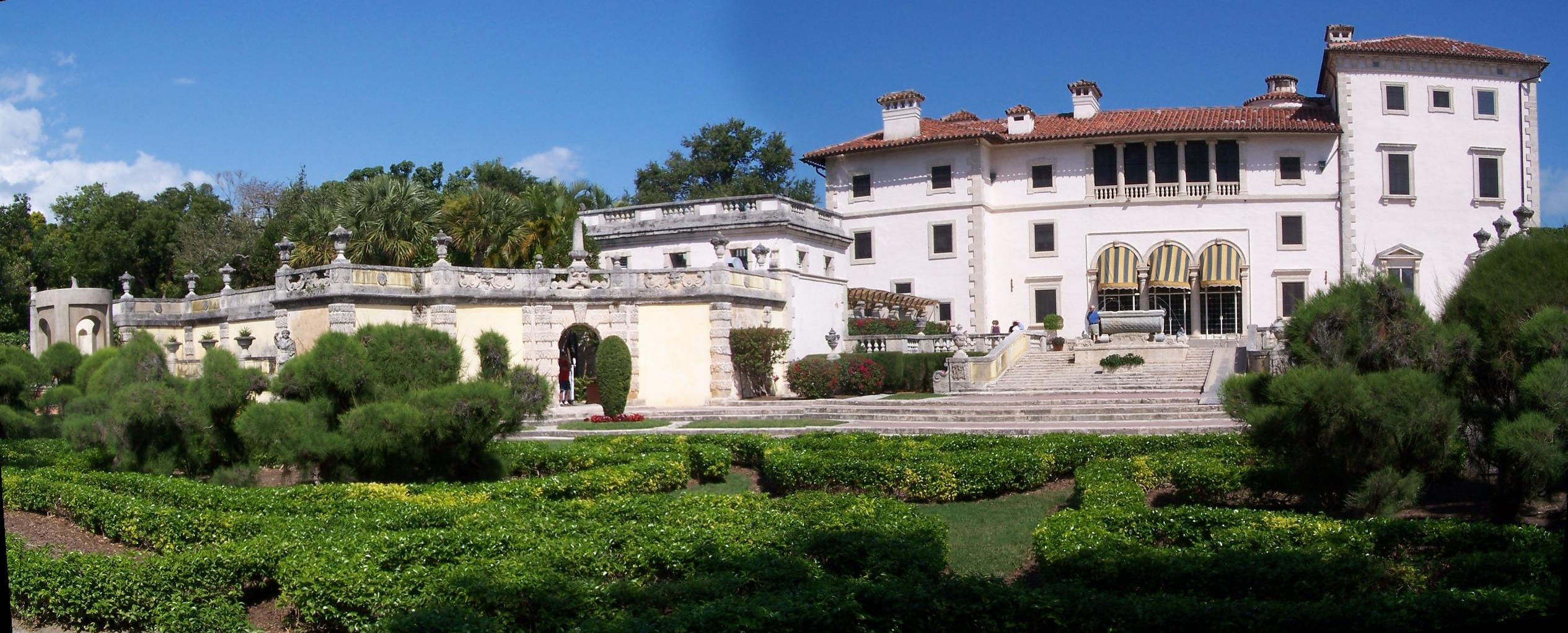